# Lista de episódios de As the Bell Rings (Estados Unidos)
Esta é a lista de episódios da microsérie As the Bell Rings do Disney Channel.

## 1.ª Temporada: (2007-2008)
| # | Título                 | Estréia               | Código de Produção |
| --- | ---------------------- | --------------------- | ------------------ |
| 1 | ""Flowers Discipline"" | 26 de Agosto, 2007    | 101                |
| Danny e Charlotte secretamente querem dar flores um para o outro no "Dia das Flores" na escola. |                        |                       |                    |
| 2 | "talent show"          | 26 de Agosto, 2007    | 102                |
| Danny e Charlotte participam juntos do show de talentos da escola. |                        |                       |                    |
| 3 | ""The Dancing Dolls""  | 31 de Agosto, 2007    | 103                |
| Danny tenta chamar Charlotte para ir dançar com ele, mas no final ele acaba chamando a garota alta. |                        |                       |                    |
| 4 | "to go or not so fast" | 7 de Setembro, 2007   | 104                |
| Os garotos estão curiosos para saber porque as garotas vão juntas ao banheiro. |                        |                       |                    |
| 5 | "good boys"            | 14 de Setembro, 2007  | 105                |
| 6 | "Ladder Of Two Sticks" | 21 de Setembro, 2007  | 106                |
| Skipper e Toejam ajudam Danny a falar com Charlotte, e saber oque falar. |                        |                       |                    |
| 7 | "sloppy girl"          | 5 de Outubro, 2007    | 107                |
| Brooke vira gótica ao descobrir que tirou B na prova e acha que estudar tanto não vale a pena. enquanto isso Toejam vira também gótico pra conseguir seu "encontro de estudos" com Brooke mas descobre que Brooke voltou ao normal ao descobrir que, na verdade, tirou A na prova. |                        |                       |                    |
| 8 | "Mascot Marvellous"    | 19 de Outubro, 2007   | 108                |
| Skipper se torna o mascote da escola, uma Águia, para imprecionar Tifanny. Mas descobre que Tifanny tem medo de aves. |                        |                       |                    |
| 9 | 10 de Novembro, 2007   | 109                   |                    |
| Brooke vira gótica ao descobrir que tirou B na prova e acha que estudar tanto não vale a pena. enquanto isso Toejam vira também gótico pra conseguir seu "encontro de estudos" com Brooke mas descobre que Brooke voltou ao normal ao descobrir que, na verdade, tirou A na prova. |                        |                       |                    |
| 10 | "lady love"            | 30 de Novembro, 2007  | 110                |
| skipper le um livro de como falar com as garotas e tenta po-lo em prática com Tiffany. Mas ele fica muito nervoso, não fala, e sai correndo. |                        |                       |                    |
| 11 | "Web Synchorize"="     | 21 de Dezembro, 2007  | 111                |
| Tiffany decide ser uma desenhista de moda. Toejam sugere que ela use Danny como seu modelo masculino. Toejam tem que fotografar Danny com as roupas feias desenhadas por Tiffany.                                                                                                  |                        |                       |                    |
| 12 | "Presidental"          | 22 de Fevereiro, 2008 | 112                |
| Brooke quer concorrer a presidente, e quer conquistar os votos dos garotos. |                        |                       |                    |
| 13 | "the kisser"           | 14 de Março, 2008     | 113                |
| Skipper ajuda Danny a praticar o beijo com Charlotte para o papel de Romeu em Romeu e Julieta. |                        |                       |                    |
| 14 | "The Geek Stretch"     | 21 de Março, 2008     | 114                |
| Frank não para de chamar a Brooke de geek, Tiffany faz com que Frank peça desculpas e nunca mais a chame de geek. |                        |                       |                    |
| 15 | "hall of fame"         | April 19, 2008        | 115                |
| Skipper se torna o guarda do corredor e Danny e Toejam pensam que Skipper lhes dará passes-livre para o corredor, mas eles estavam enganados. |                        |                       |                    |